# Guarabira
Guarabira là một đô thị thuộc bang Paraíba, Brasil. Đô thị này có diện tích 180,764 km², dân số năm 2007 là 53403 người, mật độ 293,7 người/km².